# Ammonitrate
Les ammonitrates sont des engrais azotés minéraux simples à base de nitrate d'ammonium, largement consommés et peu émissifs en ammoniac.
Le nitrate d'ammonium peut aussi être présent dans certains engrais composés, qui en plus de l'azote (N) apportent un ou deux éléments fertilisants (P et/ou K), ce sont les engrais NP, NK ou NPK.

## Fabrication
Les ammonitrates sont fabriqués à partir d’une solution de nitrate d'ammonium (NH4NO3), additionnée d’une charge neutre (craie, dolomie, kieselguhr, etc.). Les ammonitrates commercialisés doivent contenir moins de 0,02 % de chlore et moins de 0,2 % de composés combustibles. Ils se présentent sous forme de granulés solides ou de prills. Ils peuvent être conditionnés en sacs plastique (contenants étanches) de 50 kg, en conteneurs souples de 500 ou 600 kg, ou en vrac.

## Usages
On distingue deux catégories d’ammonitrates :
- ceux à haut dosage, contenant de 28 à 34,5 % d'azote (N), donc de 80 à 98,5 % de nitrate d'ammonium ;
- ceux à moyen dosage, contenant de 20 à 28 % d'azote (N).

En Allemagne, la teneur en azote est inférieure à 28 %. Les dosages inférieurs à 26 % ne sont pratiquement plus utilisés.
Le nitrate d'ammonium pur (qui dose 14×2/80=35 % d'azote) ne pourrait être utilisé comme engrais en raison de son caractère hygroscopique. L'addition d'un faible pourcentage de charge inerte améliore sa stabilité au stockage.
Sur le plan agronomique, c’est une formulation intéressante car elle combine l’action rapide de l’azote nitrique avec celle plus lente de l’azote ammoniacal. L’ammonitrate à haut dosage a tendance à acidifier les sols.
La présentation en granulés perles de calibre homogène est nécessaire pour la régularité de l’épandage.
L'ammonitrate est l'engrais le plus consommé en Europe, avant la solution azotée.
En France c’est la principale forme d’engrais azoté utilisée ; l'Hexagone produit plusieurs millions de tonnes et consomme environ un million de tonnes d'ammonitrates par an. En 2000, ont été commercialisées environ 3,7 millions de tonnes d'ammonitrates (dont 2,7 millions de tonnes d'ammonitrates à haut dosage) et 1,5 million de tonnes d'engrais composés à base de nitrate d'ammonium.

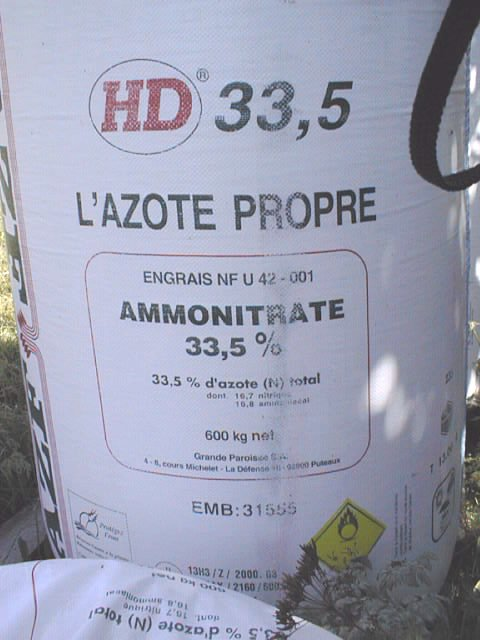
Gros sac d’ammonitrate à 33,5 % d'azote[5].
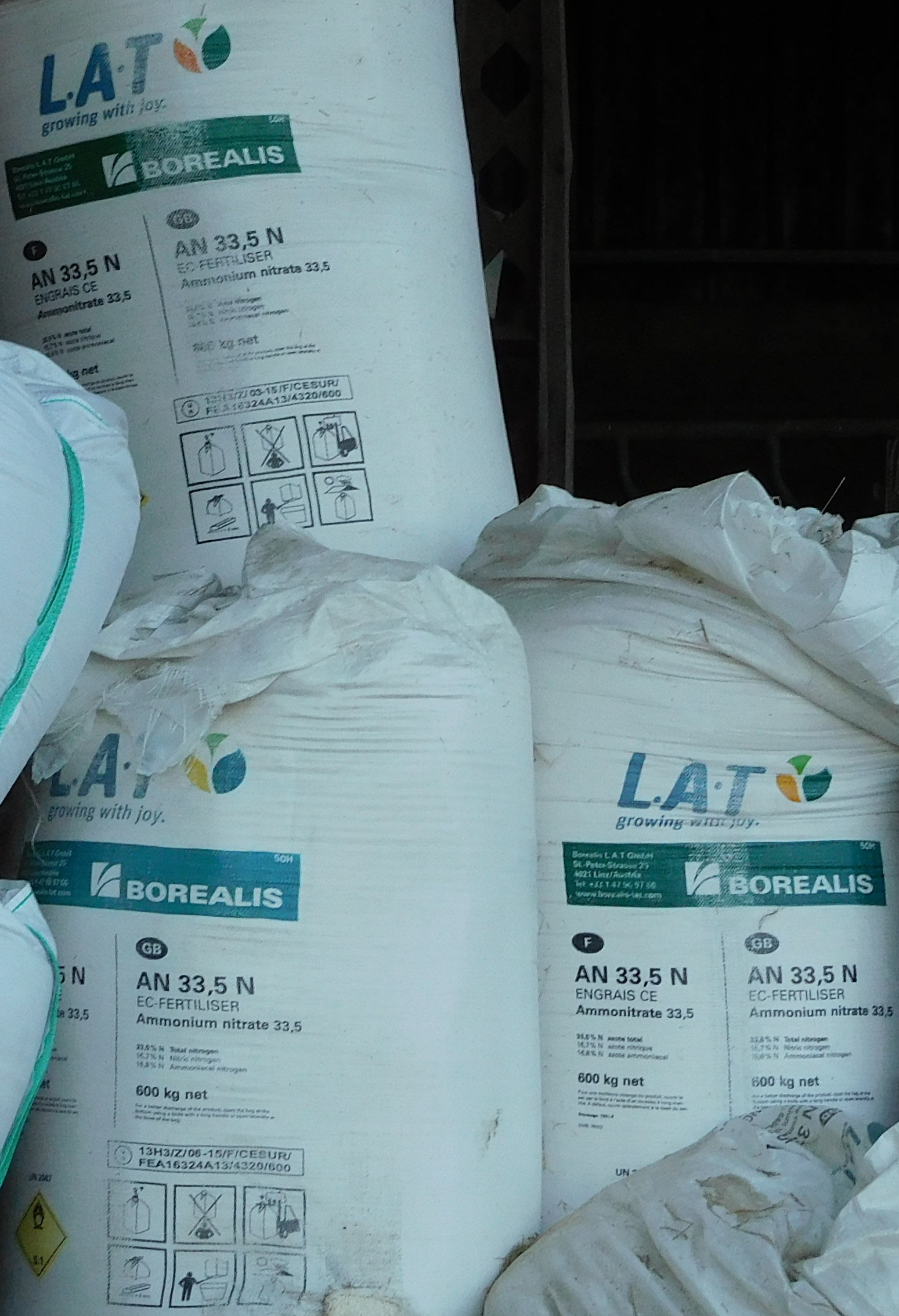
Gros sacs d'un autre fabricant, dosage identique.

## Stockage et danger d'explosion

Pictogramme figurant sur certains conditionnements d'ammonitrate.

Le nitrate d'ammonium est doté d'un fort pouvoir oxydant et explosif dans certaines conditions. Les ammonitrates sont classés comme comburants par la législation relative au transport de marchandises dangereuses.
De nombreuses catastrophes impliquent des stocks d'ammonitrate. Ces risques particuliers, connus depuis 1921, impliquent une règlementation particulière concernant le stockage de ce produit,,.
Mais en France, une grande part des stocks échappent au contrôle car les exploitations agricoles ou les dépôts qui stockent moins de 250 tonnes ne sont pas soumis à déclaration auprès des autorités. 
En France, cent-huit sites classés « Seveso » stockent des ammonitrates, seize entrepôts sont recensés « Seveso seuil haut » (plus de 2 500 tonnes d'ammonitrates).

## Pollution de l'air
La loi relative à la transition énergétique pour la croissance verte (LTECV, art. 64 à 68) prévoit l'élaboration d'un Plan national de réduction des émissions de polluants atmosphériques (PRÉPA) afin de protéger la population et l'environnement.
Une utilisation accrue d'ammonitrates, favorable pour espérer respecter les objectifs du plan Prépa, permet une réduction des émissions d'ammoniac : leur potentiel émissif en ammoniac est près de sept fois inférieur à celui de l'urée, environ deux fois inférieur à celui de l'urée inhibée et de l'urée enfouie, et quatre fois inférieur à celui de la solution azotée.
L'ammonitrate est fortement émetteur de gaz à effet de serre (GES), principalement de protoxyde d'azote N2O qui a un pouvoir réchauffant 298 fois supérieur au CO2, mais également de CO2 de manière indirecte par la minéralisation du sol. Sur une exploitation agricole céréalière moyenne, la part des émissions de GES, directes et indirectes, dues aux engrais azotés, est de 55 %.